# انگلیش ریور (کشتی)
انگلیش ریور (کشتی) (به انگلیسی: English River (ship)) یک کشتی است که طول آن ۱۲۳٫۲۲ متر (۴۰۴٫۳ فوت) می‌باشد. این کشتی در سال ۱۹۶۱ ساخته شد.